# Ballantine’s
Ballantine’s («Балланта́йнс») — название линейки купажированного шотландского виски, производимой компанией 'George Ballantine & Son Ltd' в Дамбартоне, Шотландия. Флагман компании — виски Ballantine’s Finest — один из лидеров продаж в мире и Европе, этот бренд получил множество похвал и положительных отзывов. Бренд Ballantine’s занимает второе место в мире по распространённости среди шотландских виски, уступая только Johnnie Walker.

## История
История шотландского виски Ballantine’s берёт своё начало на заре XIX века, когда тринадцатилетнего Джорджа Баллантайна, фермерского сына, отдали учиться к бакалейщику. К 19 годам, в 1827 году, он открыл небольшую бакалейную лавку в Эдинбурге, продавая виски своим клиентам.
В 1865 году Джордж передал управление магазином своему старшему сыну, Арчибальду, а сам, переехав в Глазго, открыл там магазин побольше. В нём он начал продавать вина и спирты. В 1869 году Джордж основал новое дело — купажирование виски по своему рецепту. Вскоре у него уже было несколько винокурен в различных районах Шотландии.
Вскоре подрастающий второй сын Джордж-младший также вошёл в бизнес. Продавая продукцию под именем 'George Ballantine and Son Ltd' (Джордж Баллантайн и Сын), фирма приобрела склад и начала экспортировать свой скотч. Джордж-старший отошёл от дел в 1881 году, передав дела Джорджу-младшему, и умер 10 лет спустя в возрасте 83 лет.
Бизнес продолжал процветать под руководством сына и внука Джорджа Баллантайна (обоих их также звали Джорджами): компания получила лицензию поставщиков Её Королевского Величества королевы Виктории и сертификат качества, подтвержденный королевой.
В 1919 году семейный бренд был продан 'Barclay and McKinlay'. Учитывая репутацию имени «Ballantine’s», новые владельцы сохранили название компании. Для поддержания потребностей в различных спиртах для купажа постоянно строились и покупались винокурни. В 1938 году Ballantine’s отстроила в Дамбартоне (dum — крепость, barton — искаженное слово Британия) огромный по тем временам завод по производству зернового виски Dumbarton.
Последние десятилетия компания была флагманом международного концерна Allied Domecq, он прекратил свое существование осенью 2005 года. В настоящее время компания и производимые под брендом Ballantine’s виски принадлежат французам, компании Pernod Ricard.
В 2006 году Сэнди Хислоп (Sandy Hyslop) был назначен Главным Мастером купажа Ballantine’s — пятым Главным мастером за всю 180-летнюю историю Ballantine’s.

## Продукция
Ballantine’s имеет линейку из шести скотчей с различными характеристиками и выдержкой:
- Finest: Soft, sweet and complex (купажированный — мягкий, сладкий и сложный)

Дизайн этикетки и характерная бутылка из тёмного стекла остались практически неизменными с XIX века. Производитель не раскрывает составляющих, но известно, что кроме зерновых (в основном кукурузных) спиртов, выгнанных на производстве Dumbarton, в его состав входит ряд односолодовых виски — Balblair, Pulteney, Miltonduff , Glencadam, Laphroaig, а основу вкуса составляет Glenburgie-Glenlivet. Всего в купаж этого виски входит до 57 спиртов.
- Ballantine’s Brasil: виски для Баллантайнс Бразил настаиваются в бочках с добавлением сушеной цедры бразильского лайма.
- 12 year old: Honey-sweet, spicy and deep (купажированный — медово-сладкий, душистый и глубокий)
- 12 year old blended malt: Fresh, soft, and nutty (чистосолодовый бочковой — Свежий, мягкий и ореховый)
- 17 year old: Creamy, harmonious and oak-sweetness (купажированный — мягкий, гармоничный и дубово-сладкий)
- 21 year old: Spicy, aromatic and heather smoke (купажированый — пряный, душистый с ароматом верескового дыма)
- 30 year old: Rich, oak influenced and lingering
- 40-year-old: blended — «incredible depth, complex and extremely fruity»

## Спонсорство
- Golf Tournament
- Australian A-League Football, Season 2007-8 — current
- Dumbarton Football Club